# Upper Lough Erne
Upper Lough Erne (irsky Loch Éirne Uachtair) je jezero na ostrově Irsko. Leží na jihu hrabství Fermanagh (Severní Irsko) a svou jihovýchodní částí zasahuje na území hrabství Cavan v Irsku. Má rozlohu 43 km². Leží v nadmořské výšce 46 m a dosahuje hloubky 27 m.

## Pobřeží
Břehy jsou vyvýšené, pokryté lesem.

## Ostrovy
Na jezeře leží mnoho malých ostrovů a poloostrovů, které nesou pojmenování ostrov, kvůli velmi členitému pobřeží. Jsou to např. Bleanish Island, Dernish Island, Inishcorkish, Inishcrevan, Inishfendra, Inishleague, Inishlught, Inishturk, Killygowan Island, Naan Island, Inish Rath Island, Trannish. Na Belle Isle byly napsány Anály Ulsteru na konci 15. století.

## Vodní režim
Přes jezero protéká řeka Erne, která odtéká nejprve na sever a poté pokračuje na západ do jezera Lower Lough Erne.

## Využití
Na jezeře je rozvinutá vodní doprava. Mezi řekou Erne a horním tokem řeky Shannon byl postaven kanál, který umožňuje spojení mezi estuárem řeky Shannon na jihozápadním pobřeží a severozápadním pobřežím přes střed ostrova. Lough Erne je obzvlášť pěkná vodní cesta v Irsku. Oblast je známá také rybařením. V Severním Irsku mezi oběma jezery leží město Enniskillen.